# Église de la Trinité de Bellingshausen
Pour les articles homonymes, voir Église de la Sainte-Trinité.
L'église de la Trinité   (en russe : Церковь Святой Троицы) est une église orthodoxe dépendant du patriarcat de Moscou et de toute la Russie située sur l'île du Roi-George près de la base Bellingshausen en Antarctique.
Le projet d'établir une église permanente en Antarctique a été approuvé par le patriarche Alexis II de Moscou. L'église de 15 m de haut, en bois, a été construite dans le style russe traditionnel et peut accueillir jusqu'à trente personnes. Elle a été consacrée le 12 décembre 2004 par Theognost (ru), l'évêque de Serguiev Possad, et le Namestnik de Laure de la Trinité-Saint-Serge[réf. souhaitée].
L'iconostase de l'église a été créée par des peintres de Palekh. 